# Трифили
Трифили (грч. Τριφύλλι) је насељено место у општини Дескати у периферији Западна Македонија, Грчка. Према попису из 2021. године било је 108 становника.
Према бугарском географу и историчару, Василу Канчову, у Трифилију је 1900. године живело 158 Грка хришћана. Село се раније звало Сленица.